# Центральный дом архитектора
Центра́льный дом архите́ктора (ЦДА) — штаб-квартира Союза Московских архитекторов, является площадкой для проведения культурно-просветительских мероприятий. Расположен в Москве по адресу: Гранатный переулок, дом 7, строение 1. Первое здание комплекса построено в 1896 году, второе — 1876 года постройки, третья часть возведена в 1975 году. С 1937-го основное здание принадлежит Союзу архитекторов.

## История

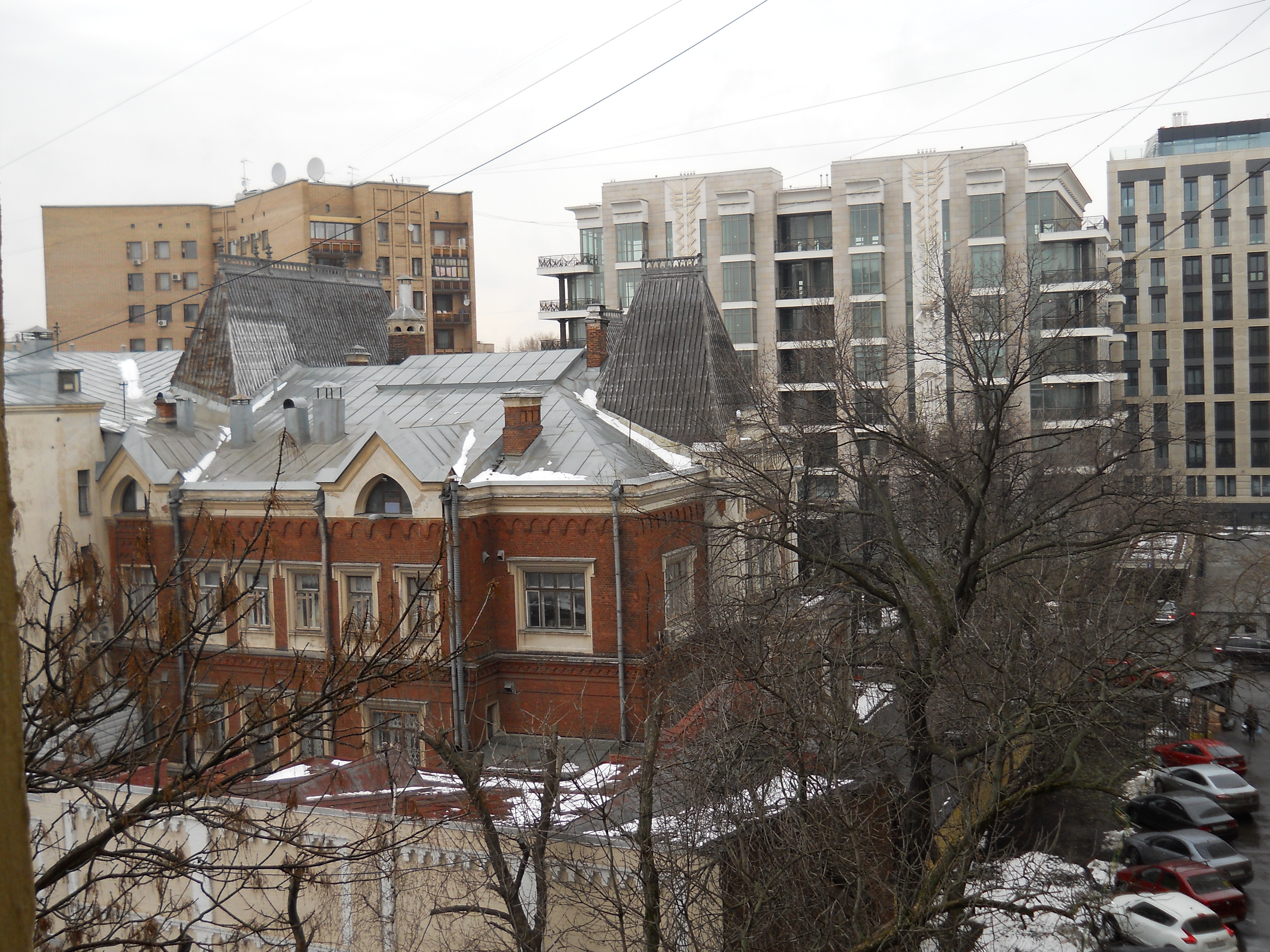
Особняк Леман, 2014

Земельный участок, часть которого в настоящее время находится в ведомстве Центрального дома архитектора, в начале XIX века занимал обширную территорию между Малой Никитской улицей и Гранатным переулком. Первым владельцем участка был полковник Николай Сабуров, построивший деревянную усадьбу, которая полностью сгорела в 1812 году. В 1823 году владельцем участка стал Павел Тучков, он заново отстроил дом из двух корпусов. В середине XIX века произошло фактическое разделение владения на западную и восточную части. Восточная часть в 1863 году перешла титулярному советнику Мейснеру. В 90-е годы XIX века владение находилось в собственности Ивана Николаевича Цветухина.
В январе 1896 года эту землю вместе с постройками приобретают Анна Леман и Анна Ферстер, уже в феврале Городская Управа утвердила проект по разделу владения на два участка между Леман и Фестер. Весной все постройки были снесены. В течение лета по чертежам Адольфа Эрихсона на участке Анны Леман был построен двухэтажный особняк с подвалом и чердаком, а также террасой и садом. В 1911 особняк был продан Петру Базилевскому, он пристроил к южному фасаду каменный сход в полуподвал.
После революции в 1917 году особняк был национализирован, а через два года здесь расположился главный штаб Революционного военного совета. В 20-е годы XX века в здании размещалось Центральное бюро по обслуживанию интуристов, в 1933—1937 годах — канцелярия французского посольства. В 1937 году дом был передан Союзу советских архитекторов. В период с 1938 по 1941 годы к зданию был пристроен корпус с концертным залом и рестораном по проекту архитекторов Андрея Бурова, Александра Власова и Мирона Мержанова при участии художника Владимира Фаворского. Официальное открытие ЦДА состоялось 15 февраля 1941 года.
В 1970-е годы к комплексу Дома архитектора был присоединен соседний особняк, созданный по проекту Василия Карнеева столетием ранее — в 1876 году. Здание было реконструировано, надстроено и обнесено фасадом из белого камня. В 1975 году ЦДА провел конкурс на лучший проект новой пристройки комплекса, исполнителями работ стали архитекторы Ирина Щепетильникова, Борис Тхор, Роман Семерджиев и конструктор М. Ляховский. Планы реконструкции были разработаны в мастерской Бориса Виленского. В соответствии с проектом, новый корпус включал в себя конференц-зал на 150 мест и зал для проведения выставок. С 1979 года графическое изображение фасада центральной части ЦДА стало его эмблемой, а панно Фаворского — эмблемой Союза архитекторов СССР.

## Архитектура

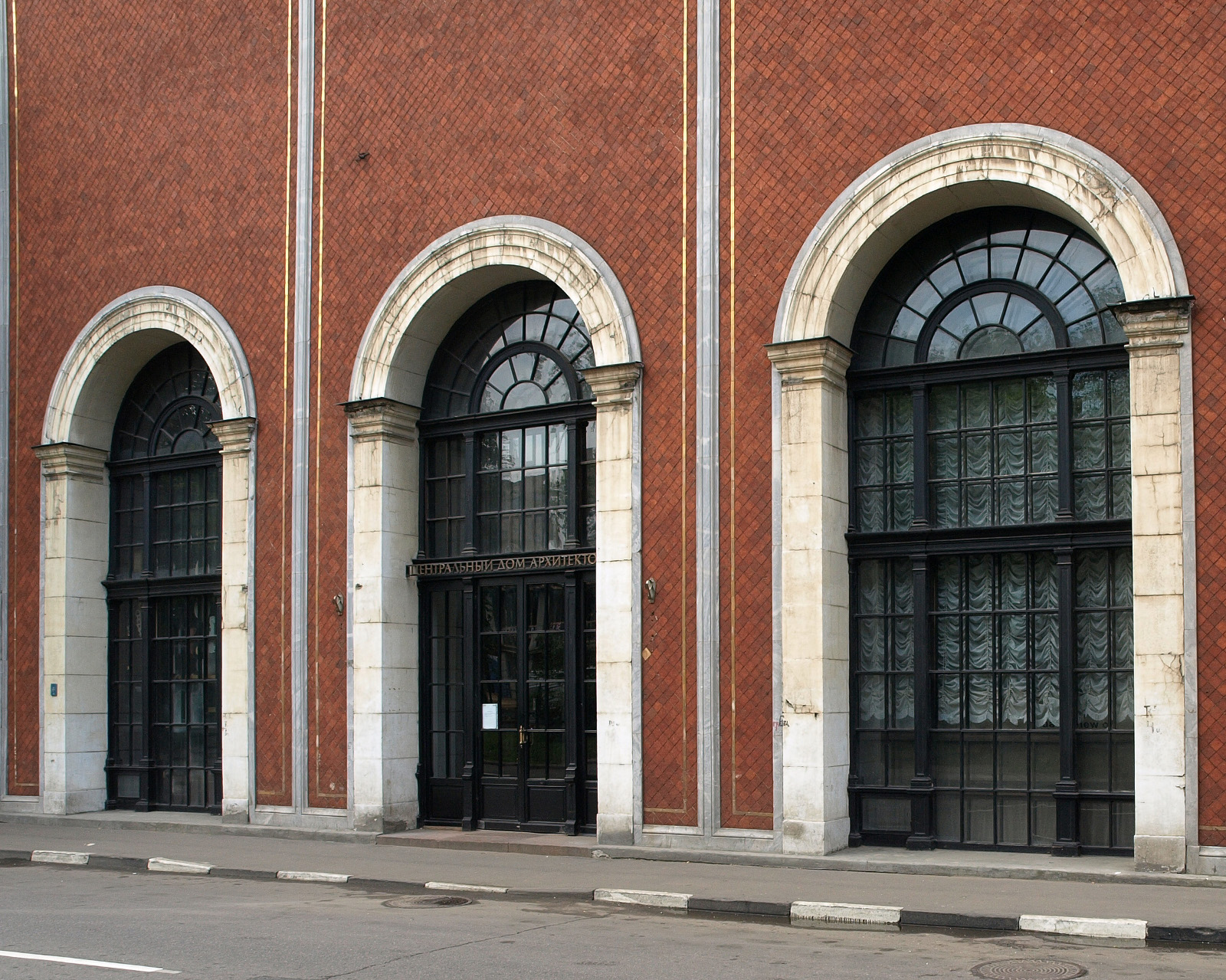
Оформление фасада центральной части ЦДА, 2008 год

Архитектурный ансамбль ЦДА включает в себя три здания: особняк Леман, центральную часть и новое здание.
Особняк является более тяжеловесным и эклектичным, построен в стиле неоготики. Северный фасад состоит из стены в три окна и двух слабовыступающих ризалитов. Покрыт высокой щипцовой кровлей с ажурными украшениями. Стены северного фасада должны были быть рустованными, окна — с замковыми камнями, ризалиты венчались пинаклями, шатровые завершения были покрыты черепицей. Архитектурно-художественный облик фасадов дошел до настоящего времени с частичной утратой декоративных элементов.
Центральная часть имеет вид фасада-декорации с тремя арочными порталами, украшенного светло-серым мрамором, красными керамическими плитками, искусственным белоснежным камнем и золотом смальты. Венчает фронтальную сторону постройки работа Владимира Фаворского — майоликовый картуш со схематическим генеральным планом столицы. Архитектор здания Андрей Буров вдохновлялся фреской итальянского художника Пьеро делла Франческа в церкви Сан-Франческо в Арецо, где изображено похожее по архитектуре здание.

## Интерьеры

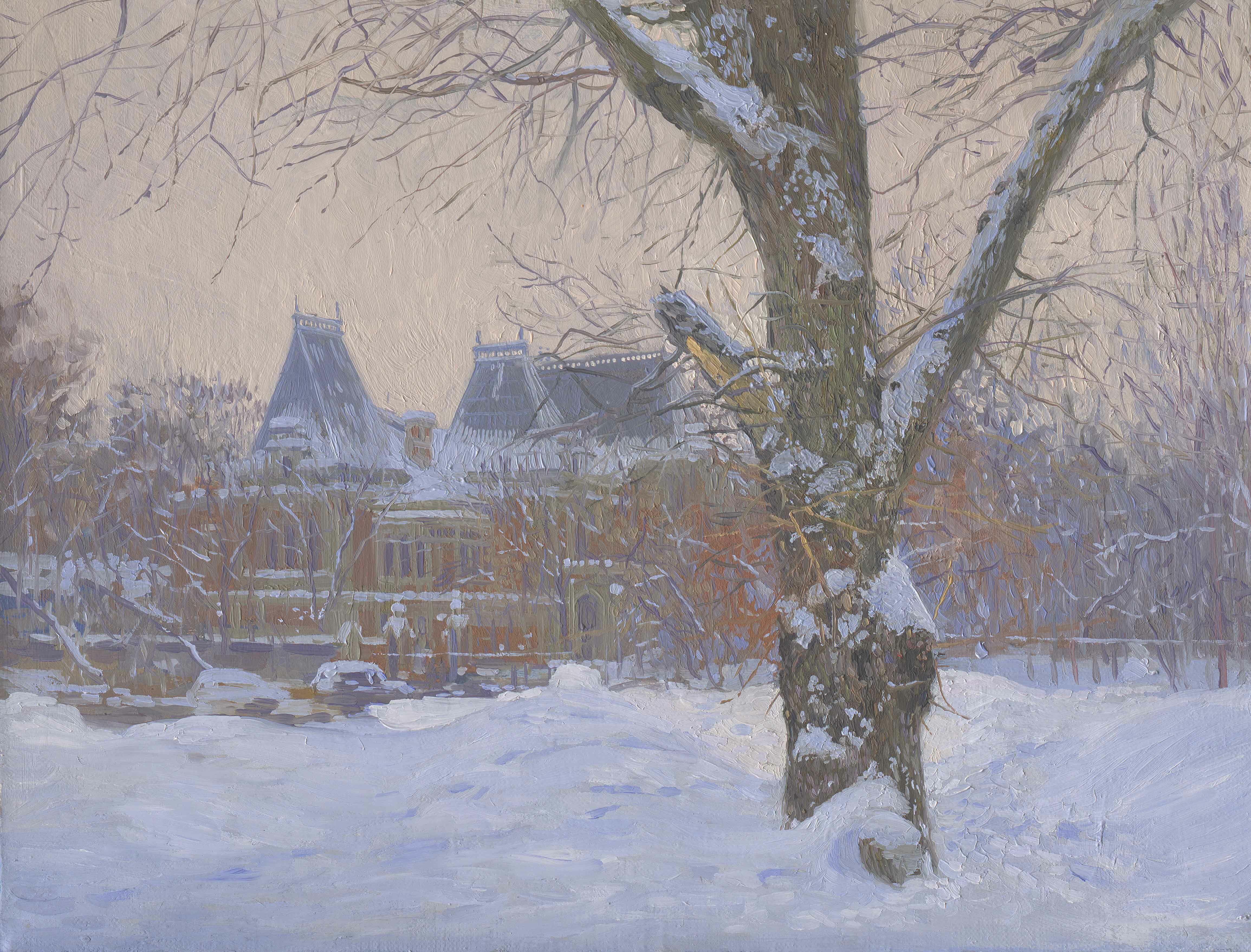
Семён Кожин «Гранатный переулок», холст и масло, 2005 год

Оформление интерьеров особняка также эклектичное, выполнено в стилях готики и барокко. Все крупные помещения ЦДА используются для массовых мероприятий. Композиционным центром является двухэтажный холл с парадной деревянной лестницей, арочной обходной галереей вокруг неё на втором этаже и световым фонарём. В особняке имеется Белая гостиная (площадь зала 69,9 м², вместимость — до 50 мест) с камином и лепниной. В гостиной проводят различные мероприятия — от семинаров и пресс-конференций до литературных и музыкальных вечеров. Эта гостиная соединена с более камерной Красной гостиной (или комнатой № 7 площадью 30,9 м² и вместимостью до 15 мест), которая украшена антикварной мебелью и картинами. На втором этаже особняка расположена Синяя гостиная (43,9 м², до 30 мест), соединенная с арочной обходной галереей вокруг парадной лестницы. Её главным украшением являются три стрельчатых готических окна.
Интерьером центральной части ЦДА занимался архитектор Александр Власов. На первом этаже этого здания расположено крупное фойе (418,8 м², вмещает до 400 человек) — торжественный зал с белоснежными стенами, в котором проводятся выставки, встречи и другие мероприятия. Из него ведут мраморные лестницы в Большой (концертный) зал (площадь сцены 28 м², аванзала — 82,5 м², зала — 282,5 м², вместимость — 435 мест) на втором этаже, барельефы на его на стенах изображают генеральный план столицы, Акрополь и Кремль, также зал украшен орнаментальным потолком. Из фойе есть деревянная лестница на нижний уровень, где расположен ресторан «Архитектор». Также фойе функционально соединено с особняком Леман.
В декорировании нового здания использованы штукатурно-белые стены со скульптурными деталями, за счёт чего создается единая композиция с другими постройками. В ЦДА также есть выставочный зал (площадь 518,8 м²), архитектурный коворкинг и библиотека, основанная в 1935 году (80 тыс. единиц хранения). В здании располагаются различные административные помещения: кабинеты аппарата Союза московских архитекторов, Международной академии архитектуры в Москве, Московского объединения ландшафтных архитекторов), мастерские молодых архитекторов.
Клубы, которые располагаются в ЦДА
- Музыкальный клуб «МУЗ_ПРОЕКТ»
- Архитектурный клуб «АрС»
- Клуб интересных встреч
- Рок-клуб ЦДА
- Джазовый клуб «Все свои»
- Дамский клуб «Одна вторая»
- Вокально-оперная студия «Орфей»
- Литературно-музыкальный салон «Шапировские вечера»
- Клуб путешественников «Кентавр»[3]

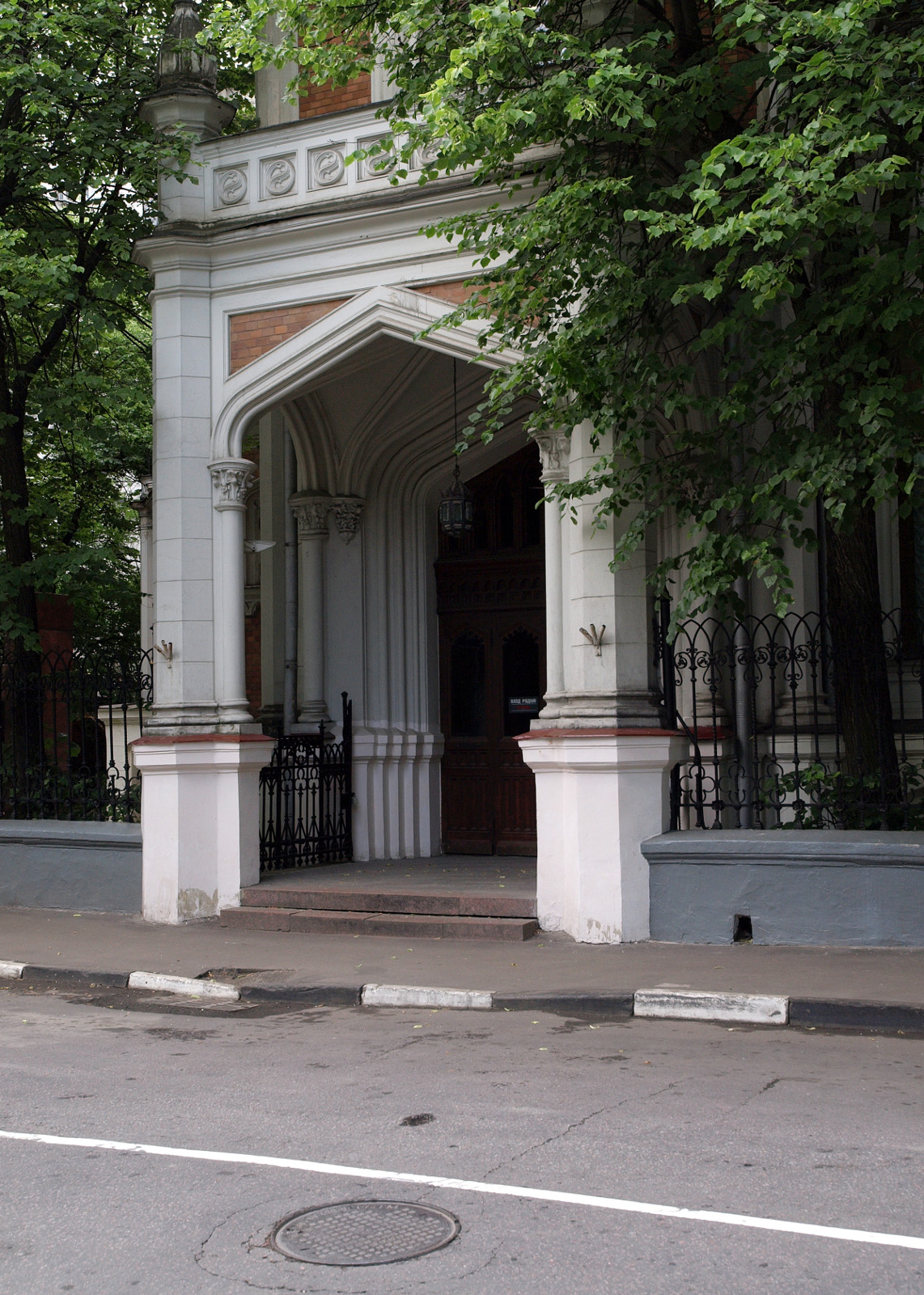
Вход во двор Центрального дома архитектора, 2008 год

Также в новом здании находятся вестибюль с гардеробом и буфетом, конференц- и выставочный залы, которые функционально соединены друг с другом.

## Культурная деятельность
Мероприятия в Центральном доме архитектора направлены прежде всего на популяризацию исторической и современной архитектуры, градостроительства, ландшафтного и интерьерного дизайна. Здесь проводятся конференции и встречи профессионалов, семинары по вопросам архитектуры, урбанистики, дизайна, строительства, по вопросам
общественной деятельности членов Союза московских архитекторов.
Например, архитектурный фестиваль «Золотое сечение 2017», конгресс молодых реставраторов, фестиваль «VII Российская национальная премия по ландшафтной архитектуре», заседание Совета по градостроительному развитию Москвы, международный архитектурный форум «Сохраним Пальмиру вместе» и другие.
Помимо мероприятий, связанных непосредственно с архитектурой, в ЦДА проводится масса просветительских, научно-познавательных, культурных событий: концерты, выставки, творческие вечера, такие как: концерт Делии де Франс и группы Fogh Depot,
новогодняя ёлка с песочной анимацией «Как Ёжик с Медвежонком зиму зимовали», выставка к 90-летию со дня рождения архитектора Евгения Васильева, осенняя выставка живописи московских архитекторов, выставка работ архитектора Марата Баскаева.

## Председатели правления
- Николай Джемсович Колли (?—1960)[27]
- Воля Иосифович Косаржевский (1960—1993)[27]
- Ираида Васильевна Шишкина (1993—?)[28]